# Dictyna alyceae
Dictyna alyceae là một loài nhện trong họ Dictynidae.
Loài này thuộc chi Dictyna. Dictyna alyceae được Arthur Merton Chickering miêu tả năm 1950.